# Ван Тао (футболист)
Ван Тао (кит. упр. 王涛; 22 апреля 1970, Люйда, Ляонин — 3 ноября 2022, Ханчжоу) — китайский футболист, нападающий. Выступал за национальную сборную Китая.

## Карьера
Ван Тао был одним из самых многообещающих нападающих в КНР, его становление как игрока совпало с процессом профессионализации китайского футбола. Большую часть карьеры выступал за «Далянь Ваньда». Помог команде завоевать титул чемпиона Китая в первом профессиональном сезоне 1994 года, в этом же году занял второе место в списке лучших бомбардиров чемпионата. В этот период «Далянь» доминировал в китайском футболе — игрок затем становился чемпионом Китая в 1996, 1997 и 1998 годах.
За прогрессом Ван Тао наблюдало и руководство сборной, однако он долгое время не привлекался в первую команду Китая, в то время как несколько его одноклубников уже играли в основе. Дебютировал в товарищеском матче против команды США 29 января 1997, в котором команда Китая выиграла со счётом 2:1. Несмотря на высокие голевые качества, Ван Тао смог принять участие только в двух играх сборной — вторая игра была в 2000 году. Последним клубом стал «Бэйцзин Гоань», в котором игрок и завершил профессиональную карьеру. После завершения карьеры помогал в создании нового клуба, «Пекин Баси», в котором затем являлся президентом. В 2011 году покинул этот пост.

## Достижения

### Клубные
Далянь Ваньда:
- Чемпион Китая по футболу: 1994, 1996, 1997, 1998
- Обладатель Суперкубка Китая: 1997

### Индивидуальные
- Лучший бомбардир Лиги Цзя-А: 1998